# Anquioma Baja
Anquioma Baja ist eine Ortschaft im Departamento La Paz im südamerikanischen Andenstaat Bolivien.

## Lage im Nahraum
Anquioma Baja liegt in der Provinz Loayza und ist der drittgrößte Ort im Cantón Luribay im Municipio Luribay. Die Ortschaft liegt auf einer Höhe von 2356 m in einem der östlich gelegenen Täler der Serranía de Sicasica, an der Mündung des Río Porvenir in den Río Luribay.

## Geographie
Anquioma Baja liegt zwischen dem bolivianischen Altiplano im Westen und dem Amazonas-Tiefland im Osten. Die Region weist ein typisches Tageszeitenklima auf, bei dem die mittleren Temperaturunterschiede zwischen Tag und Nacht größer sind als die Temperaturunterschiede zwischen den Jahreszeiten.
Die Jahresdurchschnittstemperatur der Region liegt bei knapp 15 °C und schwankt zwischen 11 und 12 °C im Juni/Juli und gut 16 °C im November (siehe Klimadiagramm Luribay). Der Jahresniederschlag liegt bei 600 mm, mit einer ausgeprägten Trockenzeit von Mai bis August und Monatsniederschlägen von mehr als 100 mm im Januar und Februar.

## Verkehrsnetz
Anquioma Baja liegt in einer Entfernung von 188 Straßenkilometern südöstlich von La Paz, der Hauptstadt des Departamentos.
Von La Paz aus führt die asphaltierte Nationalstraße Ruta 1 in südlicher Richtung 104 Kilometer bis Patacamaya. Von dort zweigt sechs Kilometer weiter südlich eine unbefestigte Stichstraße Richtung Nordosten ab, die Passhöhen von mehr als 4750 m überwindet. Sie führt über Anchallani und erreicht nach insgesamt 66 Kilometern Luribay. Von Luribay aus überquert eine Nebenstrecke nach Norden die Quebrada Pizco, folgt dem Río Luribay nach Norden, überquert dann den Fluss in östlicher Richtung auf einer Brücke, durchquert den Río Porvenir an seiner Mündung, und erreicht in nördlicher Richtung nach insgesamt zwölf Kilometern über Anquioma Alta den Nachbarort Anquioma Baja.

## Bevölkerung
Bei der Volkszählung von 2001 waren die beiden Ortsteile strukturell noch anders gegliedert als 2012, in dem Jahrzehnt zwischen den beiden letzten Volkszählungen ist die Einwohnerzahl der Gesamtortschaft um etwa ein Siebtel angestiegen:
| Jahr | Einwohner             | Quelle       |
| ---- | --------------------- | ------------ |
| 1992 | keine Detaildaten     | Volkszählung |
| 2001 | 750 (Anquioma gesamt) | Volkszählung |
| 2012 | 850 (Anquioma gesamt) | Volkszählung |
| 2024 |                       | Volkszählung |

In dieser Region ist die Aymara-Bevölkerung vorherrschend, im Municipio Luribay sprechen 97,3 Prozent der Bevölkerung Aymara.